# Svatý kámen v Mitterretzbachu

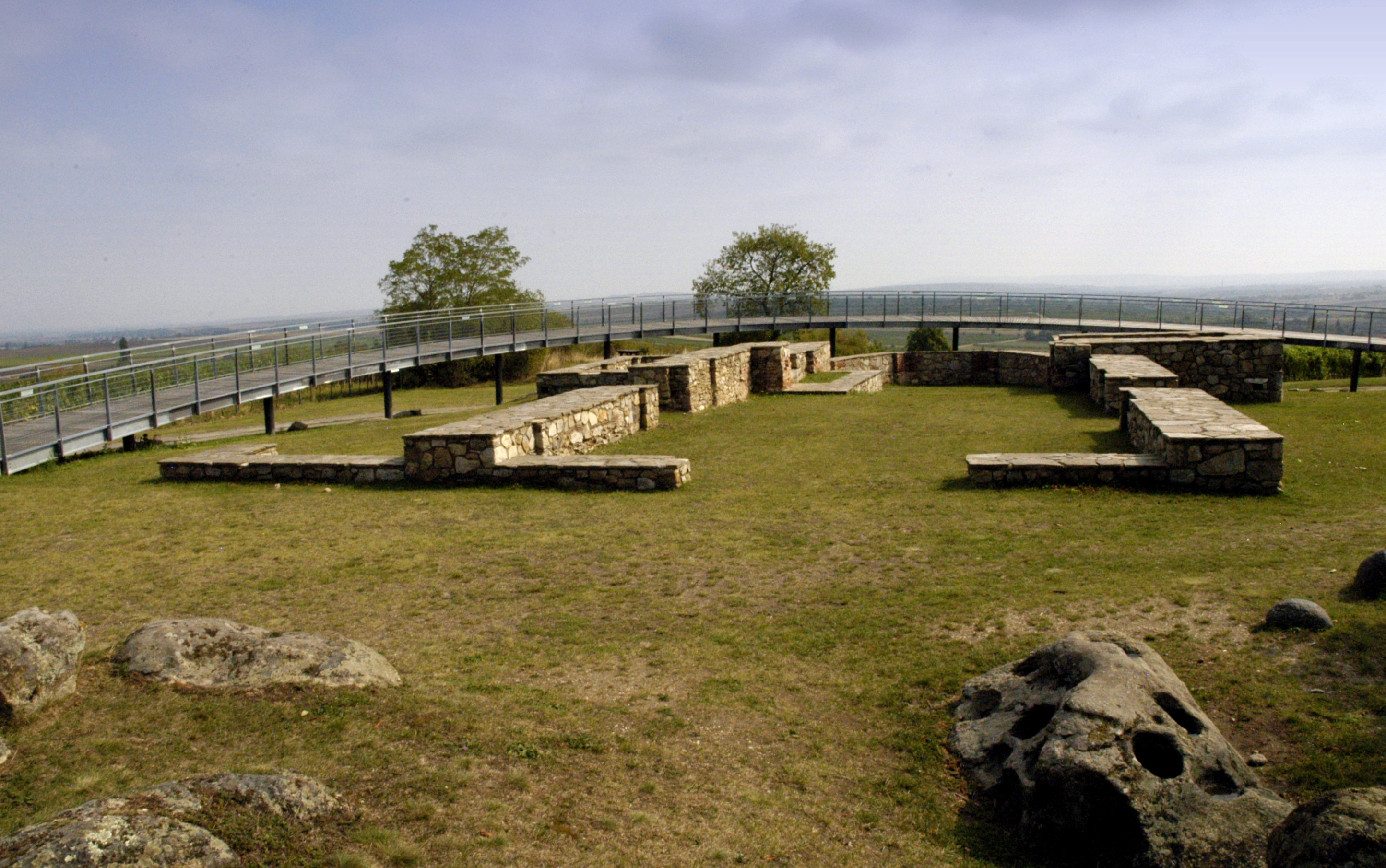
V popředí soustava kamenů, v pozadí základy kostela a vyhlídkový ochoz

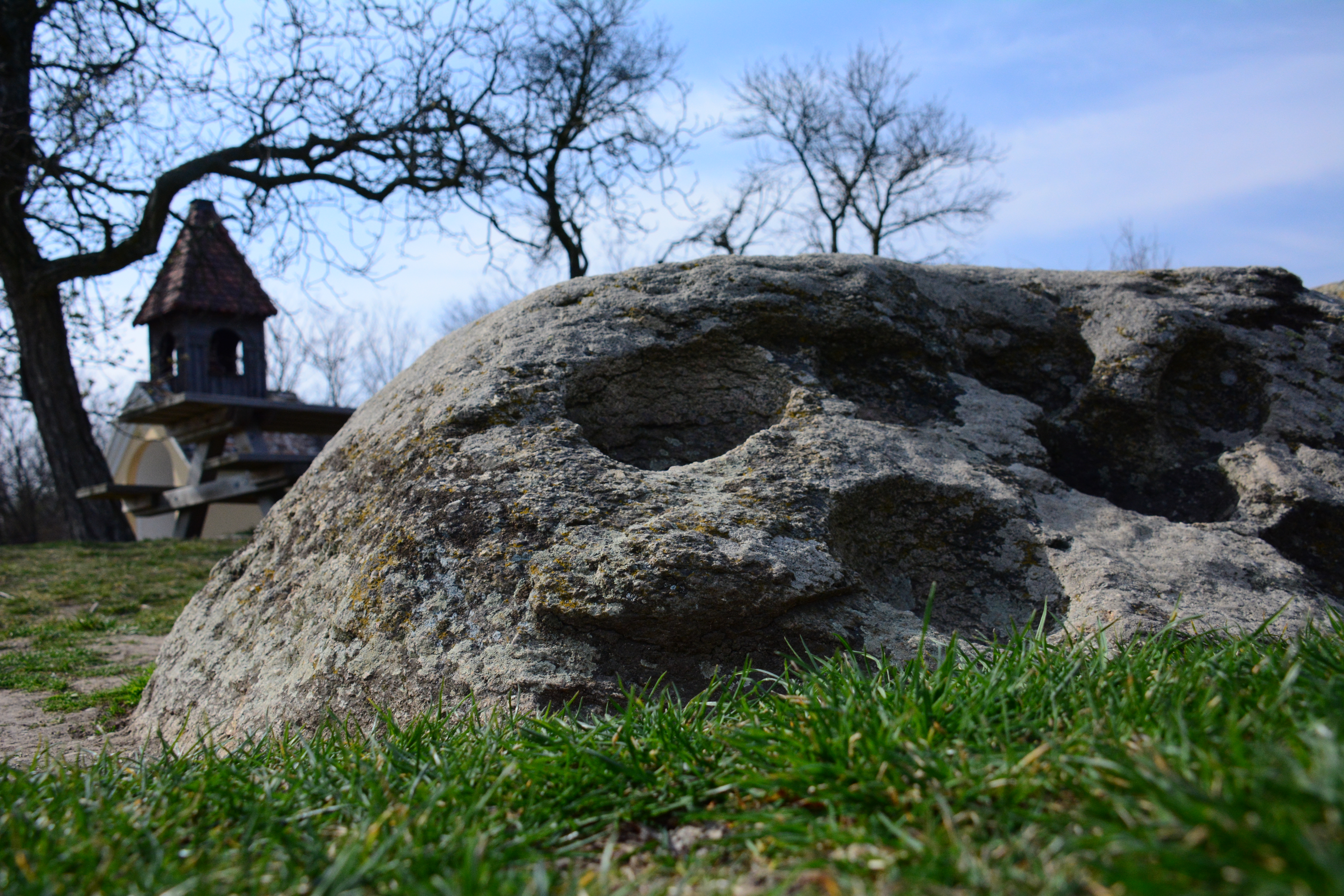
Svatý kámen, v pozadí kaple

Svatý kámen v Mitterretzbachu (německy Heiligen Stein in Mitterretzbach) je soustava dvanácti kamenů, ležící na území vesnice Mitterretzbach (součást Retzbachu) v Dolním Rakousku, asi 300 metrů od hranic s Českem. Tyto kameny byly důležitým kultovním místem v předkřesťanské době, po přijetí křesťanství ale nebyly kameny zlikvidovány a dále hrály důležitou roli. Podle místní kroniky prokázala dešťová voda z prohlubní na největším kameni léčivé účinky. Léčivých účinků kamene využívali lidé ze širokého okolí.
V 17. století byla v blízkosti kamenů vystavěna kaple a později také kostel, který byl ale během josefínských reforem zbourán. V druhé polovině 90. let 20. století zde proběhl archeologický průzkum, který odkryl základy kostela. Později byl postaven v blízkosti základů kostela také ochoz, ze kterého je výhled na vinice a na česko-rakouské pomezí.